# Ygyatta
Die Ygyatta (jakutisch und russisch Ыгыатта; auch Ygyta) ist ein 601 km langer linker Nebenfluss des Wiljui in Sibirien (Russland, Asien).

## Verlauf
Die Ygyatta entspringt in gut 440 m Höhe auf dem zum Ostteil des zum Mittelsibirischen Berglands gehörenden Wiljuiplateaus. Sie durchfließt das Plateau in vorwiegend südöstlicher Richtung in einem zumeist engen, felsigen Tal. Auf Abschnitten, auf denen der Fluss Trappformationen durchbricht, haben sich Stromschnellen ausgebildet. Im Unterlauf erreicht die Ygyatta die Mitteljakutische Niederung, beginnt dort stärker zu mäandrieren und fließt in westlicher Richtung bis zu ihrer Mündung in den Lena-Nebenfluss Wiljui, gut 50 km südwestlich der Kleinstadt Njurba. Die Ygyatta ist in Mündungsnähe unter 100 Meter breit und etwa einen Meter tief, und die Fließgeschwindigkeit beträgt 0,3 m/s.
Die Ygyatta durchfließt auf ihrer gesamten Länge das Territorium der autonomen Republik Sacha (Jakutien).

## Hydrologie
Das Einzugsgebiet des Ygyatta umfasst 11.200 km². Bedeutendster Zufluss ist der 134 km lange Jertjukjan von links.
Die Ygyatta gefriert zwischen der ersten Oktoberhälfte und der zweiten Maihälfte. Der mittlere Abfluss beträgt 30 m³/s.

## Nutzung und Infrastruktur
Die Ygyatta ist nicht schiffbar.
Das durchflossene Gebiet ist nur dünn besiedelt. Etwa 30 km von der Quelle entfernt liegt das administrativ der Siedlung Aichal unterstellte Dorf Morkoka (am gleichnamigen Fluss Morkoka) im Ulus (Rajon) Mirny mit 103 Einwohnern (2001). Durch Morkoka führt die Fernstraße, die Lensk an der Lena über knapp 750 km mit den jakutischen Diamantenfördergebieten um Mirny, Aichal und Udatschny verbindet. In den weiter durchflossenen Ulussen (Rajons) Njurba und Suntar, zwischen denen die Ygyatta auf weiten Strecken die Grenze markiert, gibt es in Flussnähe bis zum Unterlauf keine Ortschaften. Etwa 60 km oberhalb der Mündung liegt die einzige Ortschaft direkt am Fluss, das Dorf Miljake. Wie auch das nach dem Fluss benannte Dorf Ygyatta, wenig unterhalb der Mündung am linken Ufer des Wiljui gelegen, gehört es zum Nasleg (Gemeinde) Tjubjai-Scharchanski mit Zentrum im Dorf Arylach am jenseitigen, rechten Ufer der Ygyatta, ebenfalls wenige Kilometer unterhalb von deren Mündung. Befestigte Straßen gibt es in diesem Bereich links des Wiljui nicht, während Arylach Anschluss an die etwas weiter östlich vorbeiführende, dem Wiljui folgende Fernstraße hat.